# Shinan

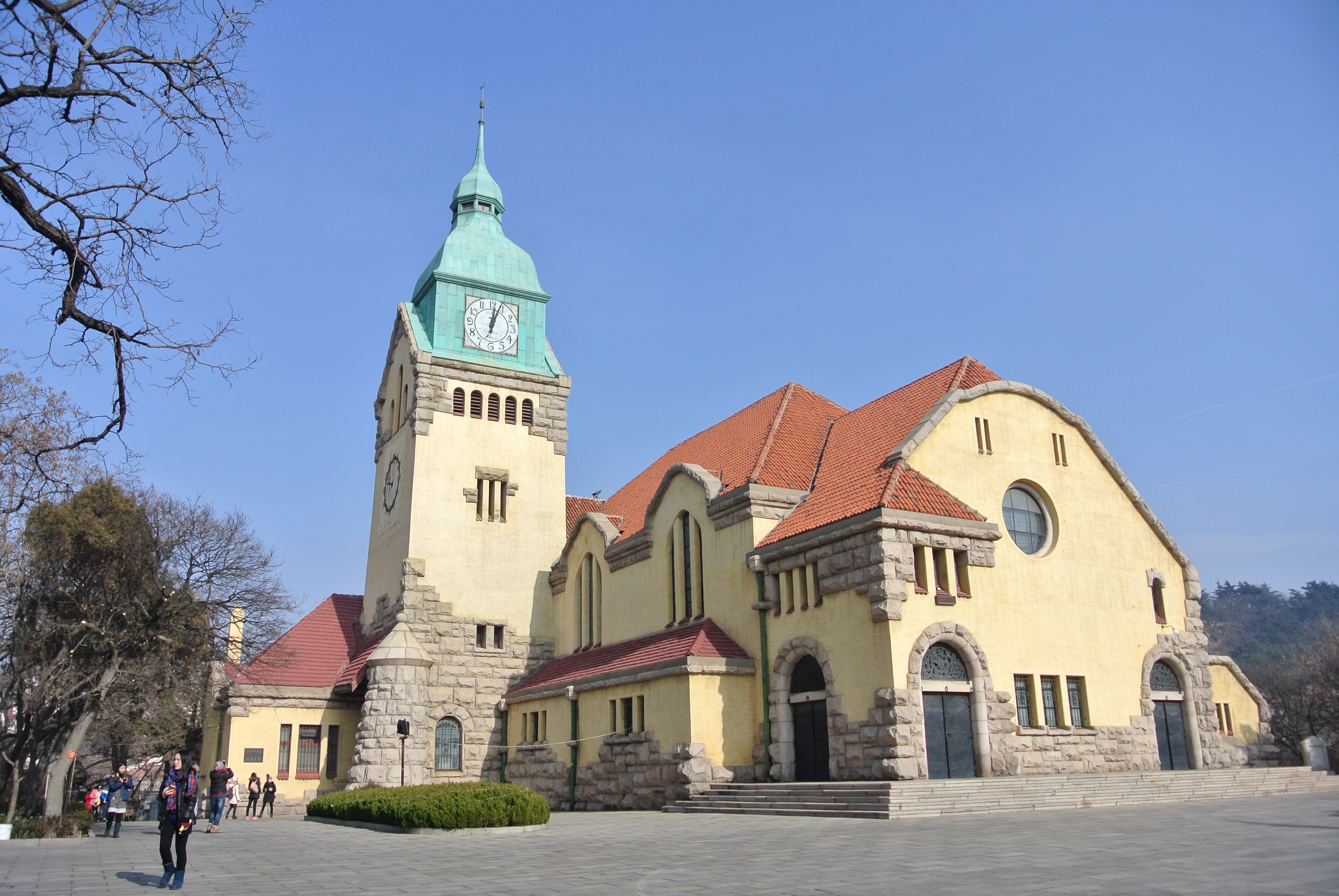
Kirche in Shinan

Der Stadtbezirk Shinan (市南区,  Shìnán Qū – „Südstadt“) ist ein Stadtbezirk in der chinesischen Provinz Shandong. Er gehört zum Verwaltungsgebiet der bezirksfreien Stadt Qingdao. Shinan hat eine Fläche von 30,01 km² und 544.847 Einwohner (Stand: Zensus 2010).

## Administrative Gliederung
Auf Gemeindeebene setzt sich der Stadtbezirk aus vierzehn Straßenvierteln zusammen. 

## Städtefreundschaft
Im Oktober 2012 wurde ein Memorandum zwischen dem Altstadtbezirk und der badischen Stadt Freiburg im Breisgau unterzeichnet. Jeweilige Stadtvertreter waren der Bezirksbürgermeister Hua Yusong und Oberbürgermeister Dieter Salomon. Die Vereinbarung sieht eine Zusammenarbeit in den Bereichen Tourismus sowie Umwelt- und Denkmalschutz vor. Im Mai 2016 fand ein Vortreffen zur Gründung eines Freundeskreises statt.